# Ferdinand Heribert von Galen

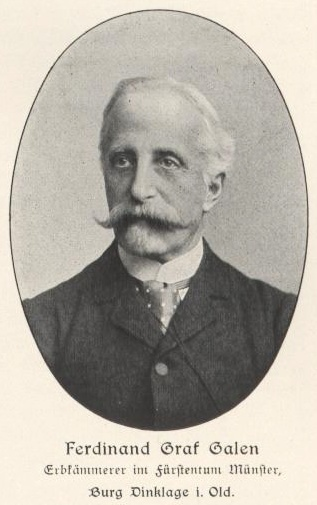
Ferdinand Graf von Galen

Ferdinand Heribert Graf von Galen (* 31. August 1831 in Münster; † 5. Januar 1906 in Dinklage) war ein deutscher Politiker der Zentrumspartei.

## Familie
Galen gehörte dem alten westfälischen Adelsgeschlecht Galen an und entstammte einer tief religiösen Familie. Er wurde als viertes von 13 Kindern geboren und wuchs auf dem Familiensitz, der Burg Dinklage im Oldenburger Münsterland, auf. Seine Eltern waren der Erbkämmerer Johann Matthias Graf von Galen (1800–1880) und Anna geb. Freiin von Ketteler zu Harkotten (1803–1884), die Schwester des Sozialpolitikers und Mainzer Bischofs Wilhelm Emmanuel von Ketteler (1811–1877).
Am 7. Mai 1861 heiratete er die  Reichsgräfin Elisabeth Friederike von Spee (1842–1920), eine Tochter des Hofbeamten August von Spee. Dieser war in zweiter Ehe mit Ferdinands Schwester Maria Anna (1826–1939) verheiratet. Ferdinands Frau Elisabeth brachte dreizehn Kinder zur Welt: Elisabeth Ferdinanda (1862–1870), Maria Anna (1863–1930, Ordensschwester), Friedrich Mathias von Galen (1865–1918, Reichstagsabgeordneter), August Graf von Galen (1866–1912, Landrat, ⚭ 1896 Gräfin Livina von Korff gen. Schmising), Maria Franziska Christina (1869–1938 in St. Louis, Ordensschwester), Maria Franziska Elisabeth (1869–1876), Wilhelm Emanuel von Galen (1870–1949, Augustinermönch), Maria Gertrud Agnes (1872–1943, ⚭ 1901 Conrad Freiherr von Wendt), Joseph Ferdinand Hubert (1873–1876), Maria Paula Antonia (* 1876; † 1923, Ordensschwester), Clemens August Graf von Galen (1878–1946, Bischof von Münster und Kardinal), Franz von Galen (1879–1961, Gutsverwalter und Politiker) und Maria Monika von Galen (1886–1896).

## Leben und Wirken
Galen besuchte die Rheinische Ritterakademie in Bedburg, dann das Gymnasium in Münster und studierte anschließend Rechtswissenschaften in München, Löwen und Bonn. Verschiedene Reisen führten ihn nach Frankreich, Italien und Spanien. 1849 begann er eine militärische Laufbahn im 1. Garde-Ulanen-Regiment. 1853 trat er ins 11. Husaren-Regiment in Düsseldorf ein, und schied 1858 als Premierleutnant des 13. Landwehr-Regiments in Warendorf aus. In der Folgezeit arbeitete von Galen in der Verwaltung des Familienbesitzes in Dinklage. Im Deutsch-Französischen Krieg 1870/71 war er Kriegsteilnehmer.
Zwischen 1872 und 1875 war er Mitglied des Oldenburgischen Landtages. Von 1874 bis 1903 war er Mitglied des Reichstages für die Zentrumspartei. Er vertrat als Abgeordneter den Reichstagswahlkreis Großherzogtum Oldenburg 3 (Delmenhorst–Vechta–Cloppenburg). Von 1898 bis 1903 war von Galen Mitglied des Fraktionsvorstandes.
Im Jahr 1880 übernahm er dann die Familiengüter in Oldenburg und Westfalen und arbeitete neben seiner Tätigkeit im Reichstag führend in mehreren katholischen Organisationen und Vereinen mit. Von Galen war 1883 Vizepräsident und ab 1893 Präsident des Deutschen Katholikentages. Außerdem war er seit 1890 Vorstandsmitglied des Volksvereins für das katholische Deutschland, gehörte dem Verein katholischer Edelleute sowie dem Mainzer Verein deutscher Katholiken an. Zwischen 1898 und 1906 war von Galen Vorsitzender des Provinzialkomitees der Zentrumspartei in Westfalen.
Von politischer Bedeutung war der im Reichstag 1877 eingebrachte „Antrag Galen“, in dem sich Galen hinter Forderungen zum Arbeiterschutz und zur Sonntagsruhe stellte. Urheber dieses Antrags war allerdings der westfälische Zentrumspolitiker Burghard von Schorlemer-Alst, dessen Vorschläge von einer kleinen Gruppe von Abgeordneten redigiert wurden. Auf seinen Vorschlag hin beauftragte die Zentrumsfraktion Galen, aufgrund seines hohen Ansehen auch bei den übrigen Parteien, mit der Einbringung des Antrages. Der Antrag wurde am 19. März 1877 im Reichstagsplenum eingebracht. Neben dem Verbot der Sonntagsarbeit enthielt der Antrag auch Forderungen zu Einschränkungen der Kinder- und Frauenarbeit, Einschränkung der Gewerbefreiheit, Einführung korporativer Organisationen im Handwerk und Schutz der Familie. In der Begründung des Antrages entwickelte Galen sein christlich-ethisch sozial-romantisch verklärtes Weltbild. Die Forderungen wurden von der Regierung und den sie stützenden Parteien als Angriff auf die bisherige Wirtschaftspolitik aufgefasst und eine weitere Prüfung und eine Behandlung im zuständigen Reichstagsausschuss abgelehnt. Wenn der „Antrag Galen“ damit auch keine unmittelbaren praktischen Ergebnisse hervorbrachte, stand er jedoch am Beginn der Sozialpolitik der Zentrumspartei.

## Ehrungen und Auszeichnungen
- Ernennung zum Päpstlichen Geheimkämmerer mit Schwert und Mantel durch Papst Pius IX. (1853)
- Königlicher Kronen-Orden (Preußen) (Ritter IV. Klasse mit Schwertern)
- Hausritterorden vom Heiligen Georg (Ritter)
- Oldenburgischer Haus- und Verdienstorden (Ritter II. Klasse mit Schwertern)
- Ehrenritter des Malteserordens